# Vandré
Vandré korábbi község Franciaország Új-Aquitania régiójában, Charente-Maritime megyében. 2018. január 1-jén Chervettes és Saint-Laurent-de-la-Barrière korábbi községgel egyesült és az így létrejött La Devise új község része lett.
Lakosainak száma 869 fő (2018. január 1.). Vandré Breuil-la-Réorte, Chervettes, Genouillé, Saint-Germain-de-Marencennes, Saint-Laurent-de-la-Barrière és Surgères községekkel határos.

## Népesség
A település népessége az elmúlt években az alábbi módon változott:
| Lakosok száma | 823  | 826  | 1110 | 847  | 869  |
|               | 2013 | 2015 | 2016 | 2017 | 2018 |